# Умбры (рыбы)
Умбры, или евдошки (лат. Umbra), — род пресноводных лучепёрых рыб из отряда щукообразных, единственный в семействе умбровых, или евдошковых (Umbridae).

## Внешний вид
Рыбы небольшого размера, максимальная длина тела 14—17 см. Рот маленький. На челюстях мелкие зубы. Спинной плавник с 13—17 мягкими лучами сдвинут к хвостовой части тела. Анальный плавник с 7—10 мягкими лучами расположен под задней частью спинного. Очень широкие грудные плавники с 11—16 мягкими лучами расположены сразу за жаберной крышкой. Хвостовой плавник закруглённый. В боковой линии 30—36 чешуй.

## Поведение и образ жизни
При движении вперед умбры попеременно двигают грудными и брюшными плавниками, подобно тому как действует ногами лошадь в галопе. Спинной плавник колышется волнообразно. Умбры придерживаются обычно участков с илистым дном, сильно заросших растительностью. Они копают ил хвостовым плавником и часто зарываются в него. Предполагалось, что они могут зимовать, закопавшись в ил, однако доказательств этому нет, и, напротив, американских евдошек ловили зимой, в активном состоянии, с остатками пищи в желудке.
Могут дышать атмосферным воздухом, используя для этого модифицированный плавательный пузырь.
В состав рода включают 3 вида:
- Umbra krameri Walbaum, 1792 — Европейская евдошка Юго-Восточная Европа
- Umbra limi (Kirtland, 1840) — Американская евдошка центрально-восточная часть Северной Америки
- Umbra pygmaea (DeKay, 1842) — Карликовая евдошка восток США